# Bret Hart
Bret Sergeant Hart (sinh ngày 2 tháng 7 năm 1957) được biết với tên là Bret Hart. Ông là một đô vật chuyên nghiệp người Mỹ gốc Canada. Bret Hart còn được biết với một tên khác là Bret "The Hitman" Hart và
"The Execellence of Executiion".
Hiện nay, ông đã trở lại thi đấu với võ đài tự doWWE: Smackdown vs Raw tại Mỹ, và gia nhập
nhóm The Hart Dynasty của David Hart Smith và Tyson Kidd cùng với người quản lý là Natalya, nổi tiếng đến nổi ai ai cũng biết với những đòn đánh hết sức bạo lực và rất là
nguy hiểm đến tính mạng.
Từ lúc còn nhỏ Bret Sergeant Hart đã cố gắng tập luyện để trở thành một đô vật chuyên nghiệp như trong TV mà ông đã xem qua.

## Các chức vô địch và danh hiệu

### Amateur wrestling
- - City championships, Calgary (1974)[5][6]
  - Mount Royal Collegiate Champion (1977)[5][7]

### Professional wrestling
- - Cauliflower Alley Club
    - Iron Mike Award (2008)

  - Professional Wrestling Hall of Fame and Museum
    - Class of 2008[8]

  - Pro Wrestling Illustrated
    - Comeback of the Year (1997)[9]
    - Feud of the Year (1993)[10] vs. Jerry Lawler
    - Feud of the Year (1994)[10] vs. Owen Hart
    - Match of the Year (1992)[11] vs. British Bulldog at SummerSlam
    - Match of the Year (1996)[11] vs. Shawn Michaels in an Iron Man match at WrestleMania XII
    - Match of the Year (1997)[11] vs. Stone Cold Steve Austin in a Submission match at WrestleMania 13
    - Most Hated Wrestler of the Year (1997)[12]
    - Most Inspirational Wrestler of the Year (1994)[13]
    - Stanley Weston Award (2003)[14]
    - Ranked #1 of the top 500 singles wrestlers in the PWI 500 in 1993 and 1994[15]
    - Ranked #4 of the top 500 singles wrestlers of the "PWI Years" in 2003
    - Ranked #37 of the top 100 tag teams of the "PWI Years" with Jim Neidhart in 2003

  - Stampede Wrestling
    - NWA International Tag Team Championship (Calgary version) (5 times) – with Keith Hart (4) and Leo Burke (1)[16]
    - Stampede British Commonwealth Mid-Heavyweight Championship (3 times)[17]
    - Stampede North American Heavyweight Championship (6 times)[18]
    - Stampede Wrestling Hall of Fame[19]

  - World Championship Wrestling
    - WCW World Heavyweight Championship (2 times)[20]
    - WCW United States Heavyweight Championship (4 times)[21]
    - WCW World Tag Team Championship (1 time) – with Goldberg[22]
    - Fifth Triple Crown Champion[23][24][b]

  - World Wrestling Council
    - WWC Caribbean Tag Team Championship (1 time) – with Smith Hart[25]

  - World Wrestling Federation/Entertainment
    - WWF Championship (5 times)[26]
    - WWF Intercontinental Championship (2 times)[27]
    - WWE United States Championship (1 time)[21]
    - WWF Tag Team Championship (2 times) – with Jim Neidhart[28]
    - King of the Ring (1991, 1993)
    - Royal Rumble (1994) – with Lex Luger[23][c]
    - WWE Hall of Fame (Class of 2006)
    - WWF Superstar of the Year (1993)[29]
    - Middle East Cup (1996)[30]
    - Second Triple Crown Champion
    - Slammy Award (5 times)
      - Best Music Video (1996)[31]
      - Best New Generation Spot (1994) – "Go Get 'em, Champ!" commercial[31]
      - Match of the Year (1997) – vs. Shawn Michaels at WrestleMania XII[31]
      - Put a Fork in Him, He's Done (1996) – The Sharpshooter[31]
      - Which WWF World Heavyweight Champion, past or present, in attendance, is Hall of Fame bound? (1996)[31]

  - Wrestling Observer Newsletter
    - 5 Star Match (1994) vs. Owen Hart in a cage match at SummerSlam
    - 5 Star Match (1997) vs. Stone Cold Steve Austin in a Submission match at WrestleMania 13
    - Best Pro Wrestling Book (2007) Hitman
    - Best Pro Wrestling DVD (2006) Bret "Hit Man" Hart: The Best There Is, the Best There Was, the Best There Ever Will Be
    - Best Pro Wrestling DVD (2011) Greatest Rivalries: Shawn Michaels vs. Bret Hart
    - Feud of the Year (1993) vs. Jerry Lawler
    - Feud of the Year (1997) with Owen Hart, Jim Neidhart, British Bulldog, and Brian Pillman vs. Stone Cold Steve Austin
    - Match of the Year (1997) vs. Stone Cold Steve Austin in a Submission match at WrestleMania 13
    - Wrestling Observer Newsletter Hall of Fame (Class of 1996)

### Other
- - Hart was ranked the 39th greatest canadian in 2004 in a poll by CBC which received more than 1.2 million votes.[32][33][34]